# Томас Герстер
Томас Герстер (нім. Thomas Hörster, нар. 27 листопада 1956, Ессен) — німецький футболіст, що грав на позиції захисника. По завершенні ігрової кар'єри — тренер.
Виступав, зокрема, за клуб «Баєр 04», а також національну збірну ФРН.
Володар Кубка УЄФА. 

## Клубна кар'єра
У дорослому футболі дебютував 1974 року виступами за команду клубу «Шварц-Вайс» з рідного Ессена, в якій провів три сезони, взявши участь у 72 матчах чемпіонату. 
1977 року перейшов до клубу «Баєр 04», за який відіграв чотирнадцять сезонів. Більшість часу, проведеного у складі «Баєра», був основним гравцем захисту команди. За цей час виборов титул володаря Кубка УЄФА. Завершив професійну кар'єру футболіста виступами за команду «Баєр 04» у 1991 році.

## Виступи за збірну
1986 року дебютував в офіційних матчах у складі національної збірної Німеччини. Протягом кар'єри у національній команді, яка тривала 2 роки, провів у формі головної команди країни 4 матчі.
1988 року у складі збірної ФРН був учасником футбольного турніру на тогорічних Олімпійських іграх, де став бронзовим олімпійським медалістом.

## Кар'єра тренера
Завершивши виступи на футбольному полі у 1991 році, залишився у клубній структурі «Баєр 04», де працював з молодіжними командами, а 2001 року очолив тренерський штаб «дублю» леверкузенського клубу.
З 16 лютого по 12 травня 2003 року був головним тренером основної команди «Баєра», після чого ще протягом чотирьох років працював з його молодіжними командами.

## Титули і досягнення
- Володар Кубка УЄФА (1):

«Баєр 04»: 1987-1988
- Бронзовий олімпійський призер: 1988